# Etienne de Swardt
Étienne de Swardt, né le 27 août 1970 à Pretoria (République d'Afrique du Sud), est un directeur créatif et éditeur de parfums français.

## Biographie
Étienne de Swardt naît en 1970 d’un père sud-africain, ingénieur, et d’une mère française, professeur agrégée de lettres classiques. En 1975, ses parents quittent l’Afrique du Sud pour la Nouvelle-Calédonie. En 1993, Étienne de Swardt arrive à Paris où il choisit de rejoindre l'ESSEC.
Il réalise ensuite un stage chez Givenchy.
En mai 2000, Étienne de Swardt lance avec Laurent Jugeau la première ligne de parfums pour chiens : « Oh My Dog ! » suivie de « Oh My Cat ! », commercialisées par la société Dog Generation.
En 2006, Étienne de Swardt fonde l'État Libre d’Orange.  L'entreprise tire son nom  des Boers, fondateurs de la province sud-africaine de l’État libre d’Orange.